# Samuel J. Randall

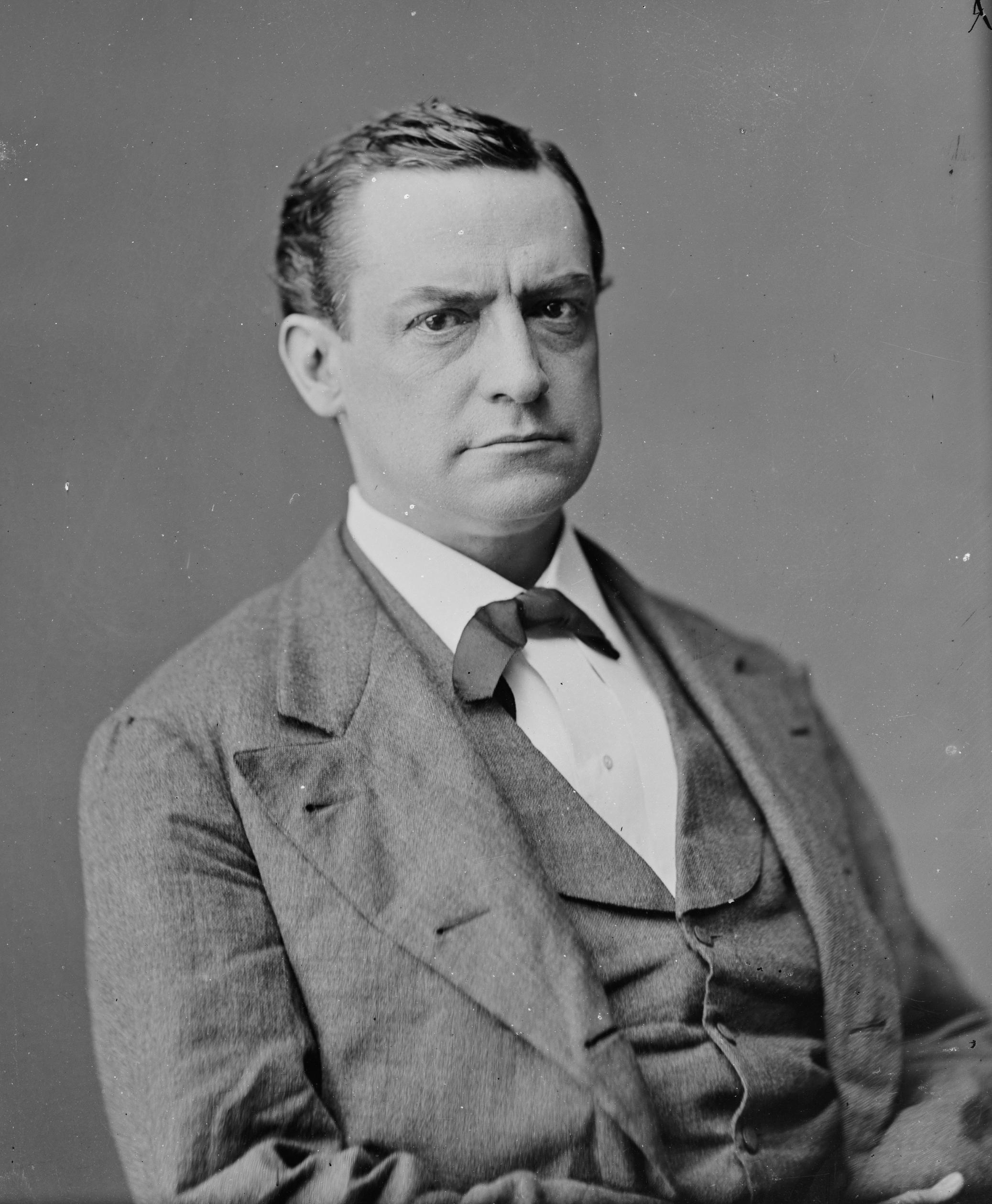
Samuel J. Randall

Samuel Jackson Randall (* 10. Oktober 1828 in Philadelphia, Pennsylvania; † 13. April 1890 in Washington D.C.) war ein US-amerikanischer Politiker (Demokratische Partei) und von 1876 bis 1881 der 33. Sprecher des Repräsentantenhauses der Vereinigten Staaten.
Samuel Randall besuchte die öffentlichen Schulen Philadelphias sowie die University Academy, eine Privatschule. Er schlug eine berufliche Laufbahn als Kaufmann ein und sammelte seine ersten politischen Erfahrungen als Mitglied des Stadtrats von Philadelphia zwischen 1852 und 1855. Von 1858 bis 1859 saß er im Senat von Pennsylvania.
Im Bürgerkrieg war Randall zunächst 1861 für drei Monate als Soldat der städtischen Kavallerie von Philadelphia eingesetzt. Später kämpfte er im Rang eines Captain während des Gettysburg-Feldzuges. Vor und während der Schlacht von Gettysburg nahm er die Aufgaben eines Provost Marshal wahr.
Noch vor dieser Schlacht war Randall ins Repräsentantenhaus in Washington gewählt worden; seine Amtszeit begann am 4. März 1863. In den folgenden Jahren fungierte er unter anderem als Vorsitzender des Bewilligungsausschusses, ehe er am 4. Dezember 1876 die Nachfolge des im Amt verstorbenen Michael C. Kerr als Speaker of the House antrat. In den folgenden Jahren gehörte er zu den führenden Köpfen der Demokraten auf Bundesebene und wurde sowohl 1880 als auch 1884 als demokratischer Präsidentschaftskandidat in Betracht gezogen.
Nach der überraschenden Niederlage der Demokraten bei der Kongresswahl 1880 musste Randall das Amt des Speaker an den Republikaner J. Warren Keifer übergeben. Er gehörte dem Repräsentantenhaus aber weiter bis zu seinem Tod im April 1890 an.